# Luboš Pokluda
Luboš Pokluda, född den 17 mars 1958 i Frýdek-Místek, Tjeckien, är en tjeckoslovakisk fotbollsspelare som tog OS-guld i fotbollsturneringen vid de olympiska sommarspelen 1980 i Moskva.